# Trevor Immelman
Trevor John Immelman (né le 16 décembre 1979) est un golfeur professionnel sud-africain et vainqueur du Tournoi des Maîtres de 2008.

## Biographie
Immelman est né au Cap, en Afrique du Sud. Il a appris le golf à l'âge de cinq ans. Il a gagné en 1998 le U.S. Amateur Public Links.
Immelman devient professionnel en 1999. En 2000, il a principalement joué au deuxième niveau professionnel en Europe, le Challenge Tour, et a fini dixième dans l'Ordre du Mérite. Il est devenu un membre à part entière du Tour européen PGA en 2001 et a fait partie trois fois des vingt premiers de l'Ordre du Mérite. Il a quatre victoires sur le Tour européen et en 2004 est devenu le premier homme à défendre avec succès le titre de l’Open d’Afrique du Sud depuis Gary Player dans les années 1970.
En 2003, Immelman a gagné la Coupe du monde avec l'Afrique du Sud en partenariat avec Rory Sabbatini. En 2005 il était un membre de l'Équipe Internationale défaite lors de la Presidents Cup. Il a joué avec une importante fréquence sur le PGA Tour après avoir reçu une dérogation de 2 ans pour l’année 2006 et 2007 grâce à son apparition à la Presidents Cup. En 2006 Immelman a gagné son premier PGA Tour au Cialis Western Open, un résultat qui l'a propulsé dans les 15 premiers du Official World Golf Ranking. Il gagna l'Ordre du Mérite du Sunshine Tour en 2002/03.
Trevor a épousé son amour d'enfance, Carmenita, le 6 décembre 2003. Il s'est retiré du British Open de golf de 2006 pour être avec elle lors de la naissance de leur premier enfant. Il a fini l'année 2006 dans les 10 premiers en termes de gain de la PGA Tour et a été nommé rookie de l'Année.
En septembre 2007, Trevor Immelman a été choisi par Gary Player pour participer à la 7e édition de la Presidents Cup qui s'est tenue au Royal Montreal Golf Club au Canada. L'équipe Internationale perdit contre l'équipe américaine 19.5 à 14.5.
Le 13 décembre 2007, Immelman s'est retiré de l'Open Sud-Africains en raison d'une douleur importante autour de sa cage thoracique et d'un problème respiratoire. Il est rentré en chirurgie le mardi suivant, le 18 décembre, 2007 et les docteurs ont découvert une lésion ayant approximativement la taille d'une balle de golf sur son diaphragme. Il a été diagnostiqué comme une tumeur de fibrose calcifié. Après une série de tests les docteurs découvrirent qu'il s'agissait d'une tumeur bénigne. Cette mésaventure lui fit rater les huit premières semaines de la saison du PGA Tour 2008. En dépit de cela, Immelman revint pour s'imposer au Masters de golf de 2008, et ce malgré un double bogey sur le 16e trou, avec un score de huit en dessous du par, à trois longueurs de Tiger Woods.
Le père de Trevor, Johan, est l'ancien commissaire de parcours du Sunshine Tour en Afrique du Sud.

## Victoires professionnelles (10)

### Victoires sur le circuit PGA Tour (2)
- 2006 Cialis Western Open
- 2008 Masters de golf

### Victoires sur le Tour Européen de la PGA (4)
- 2003 South African Open
- 2004 South African Open, Deutsche Bank - SAP Open TPC of Europe
- 2008 Masters de golf (compte également comme victoire du Tour Européen)

### Victoires sur le circuit Challenge Tour (1)
- 2000 Tusker Kenya Open

### Victoires sur le circuit Sunshine Tour(3)
- 2000 Vodacom Players Championship
- 2003 Dimension Data Pro-Am
- 2007 Nedbank Golf Challenge

### Autres victoires (1)
- 2003 WGC-World Cup (compétition par équipe, avec Rory Sabbatini)

Les Tournois majeurs sont indiqués en gras.

## Tournois majeurs

### Victoires (1)
| Année | Tournoi         | Après 54 trous   | Score gagnant        | Marge de victoire | Finaliste   |
| 2008  | Masters de golf | 2 coups d'avance | -8 (68-68-69-75=280) | 3 coups           | Tiger Woods |

### Résultats chronologiques
| Tournoi               | 1999 | 2000 | 2001 | 2002 | 2003 | 2004 | 2005 | 2006 | 2007 | 2008 | 2009 |
| --------------------- | ---- | ---- | ---- | ---- | ---- | ---- | ---- | ---- | ---- | ---- | ---- |
| Le Masters            | 56   | DNP  | DNP  | DNP  | DNP  | CUT  | 5    | CUT  | T55  | 1    | T20  |
| US Open               | DNP  | DNP  | DNP  | DNP  | CUT  | T55  | DNP  | T21  | CUT  | T65  | DNP  |
| British Open de golf  | DNP  | DNP  | DNP  | DNP  | T53  | T42  | T15  | DNP  | T60  | T19  | DNP  |
| Championnat de la PGA | DNP  | DNP  | DNP  | DNP  | T48  | T37  | T17  | T34  | T6   | CUT  | DNP  |

| Tournoi               | 2010 | 2011 | 2012 | 2013 | 2014 | 2015 | 2016 | 2017 |
| --------------------- | ---- | ---- | ---- | ---- | ---- | ---- | ---- | ---- |
| Le Masters            | T14  | T15  | 60   | T50  | CUT  | CUT  | CUT  | CUT  |
| US Open               | CUT  | CUT  | CUT  | DNP  | DNP  | DNP  | DNP  | DNP  |
| British Open de golf  | T23  | T38  | CUT  | DNP  | DNP  | DNP  | DNP  | DNP  |
| Championnat de la PGA | CUT  | T12  | T27  | DNP  | DNP  | DNP  | DNP  | DNP  |

DNP = N'a pas joué (Did not play)

CUT = A manqué le cut

T = Indique une égalité à une position (Tied. Exemple : T20 signifie 20e ex æquo)

L'arrière-plan en vert indique les victoires. L'arrière-plan en jaune indique les top-10.